# Pycnanthemum setosum
Pycnanthemum setosum là một loài thực vật có hoa trong họ Hoa môi. Loài này được Nutt. miêu tả khoa học đầu tiên năm 1834.

## Hình ảnh

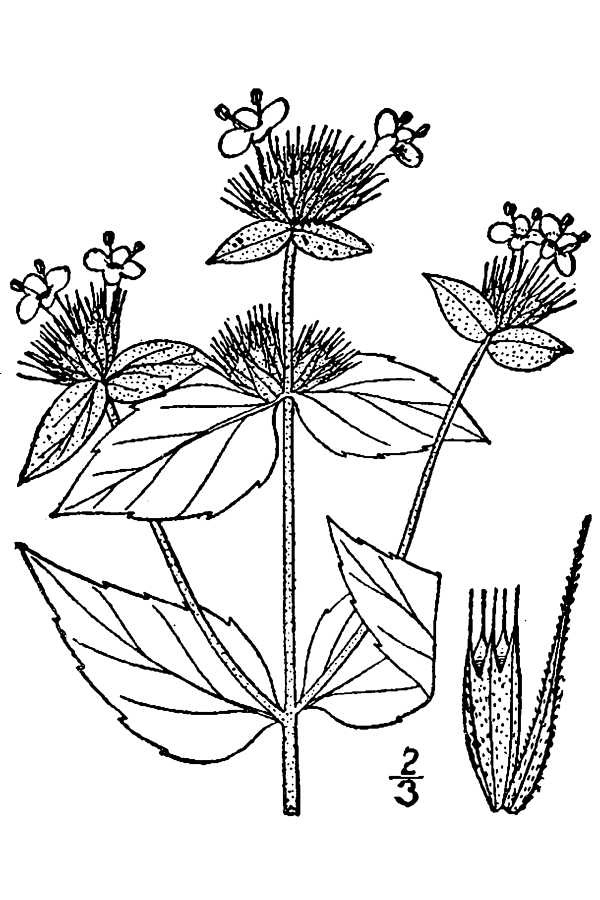